# Pseudemodesa
Pseudemodesa är ett släkte av fjärilar. Pseudemodesa ingår i familjen sikelvingar.
Kladogram enligt Catalogue of Life:
| Pseudemodesa | \| \| Pseudemodesa fuscidisca \| \| \| \| \| \| Pseudemodesa plenicornis \| \| \| \| |
|              | \| \| Pseudemodesa fuscidisca \| \| \| \| \| \| Pseudemodesa plenicornis \| \| \| \| |
|              | Pseudemodesa fuscidisca                                                              |
|              |                                                                                      |
|              | Pseudemodesa plenicornis                                                             |
|              |                                                                                      |